# Reiner Krziskewitz
Reiner Krziskewitz (* 19. September 1942 in Oschersleben) ist ein deutscher Politiker (CDU).
Nachdem er 1961 in Köthen sein Abitur machte, wurde Krziskewitz 1963 Forstfacharbeiter. Er machte ein 1971 Fernstudium der Wirtschaftswissenschaften an der Martin-Luther-Universität Halle-Wittenberg, gefolgt von einer Ausbildung zum Buchhändler und einem theologischen Fernstudium. 1964 wurde er Kreissekretär der CDU in Bernburg, 1969 wurde er dann Programmierer und von 1982 an war er als selbständiger Buchhändler in Güsten tätig. Er war Vorstandsrat des Instituts für Wirtschaftsforschung Halle.
Von 1958 bis 1975 war Krziskewitz Mitglied der CDU. Nachdem er im Herbst 1989 als Parteiloser politisch aktiv gewesen war, trat er im Dezember wieder in die CDU ein, wo er stellvertretender Kreisvorsitzender wurde. Vom 18. März bis zum 2. Oktober 1990 war er Mitglied der ersten frei gewählten Volkskammer, wo er der Unabhängigen Kommission Parteivermögen (UKPV) angehörte. Von 1990 bis 1998 war er im Deutschen Bundestag für den Bundestagswahlkreis Bernburg – Aschersleben – Quedlinburg. Dort war er Mitglied des Kuratoriums der „Stiftung Archiv der Parteien und Massenorganisationen der DDR“.